# Defensor del año de la Major League Soccer
El premio al Defensor del año de la Major League Soccer (MLS Defender of the Year Award) es un premio otorgado al mejor defensa de la Major League Soccer, la primera división del fútbol de los Estados Unidos y Canadá. El premio se entrega desde 1996.

## Palmarés
| Temporada | Jugador           | Equipo                 |
| --------- | ----------------- | ---------------------- |
| 1996      | John Doyle        | San Jose Clash         |
| 1997      | Eddie Pope        | D.C. United            |
| 1998      | Luboš Kubík       | Chicago Fire           |
| 1999      | Robin Fraser      | Los Angeles Galaxy     |
| 2000      | Peter Vermes      | Kansas City Wizards    |
| 2001      | Jeff Agoos        | San Jose Earthquakes   |
| 2002      | Carlos Bocanegra  | Chicago Fire           |
| 2003      | Carlos Bocanegra  | Chicago Fire           |
| 2004      | Robin Fraser      | Columbus Crew          |
| 2005      | Jimmy Conrad      | Kansas City Wizards    |
| 2006      | Bobby Boswell     | D.C. United            |
| 2007      | Michael Parkhurst | New England Revolution |
| 2008      | Chad Marshall     | Columbus Crew          |
| 2009      | Chad Marshall     | Columbus Crew          |
| 2010      | Jámison Olave     | Real Salt Lake         |
| 2011      | Omar Gonzalez     | Los Angeles Galaxy     |
| 2012      | Matt Besler       | Sporting Kansas City   |
| 2013      | José Gonçalves    | New England Revolution |
| 2014      | Chad Marshall     | Seattle Sounders FC    |
| 2015      | Laurent Ciman     | Montreal Impact        |
| 2016      | Matt Hedges       | FC Dallas              |
| 2017      | Ike Opara         | Sporting Kansas City   |
| 2018      | Aaron Long        | New York Red Bulls     |
| 2019      | Ike Opara         | Minnesota United FC    |
| 2020      | Walker Zimmerman  | Nashville SC           |
| 2021      | Walker Zimmerman  | Nashville SC           |
| 2022      | Jakob Glesnes     | Philadelphia Union     |
| 2023      | Matt Miazga       | FC Cincinnati          |
| 2024      | Steven Moreira    | Columbus Crew          |